# Shelley Morrison
Shelley Morrison, született Rachel Mitrani (New York, 1936. október 26. – Los Angeles, 2019. december 1.) amerikai színésznő.

## Filmjei
Mozifilmek
- Castle of Evil (1966)
- Válás amerikai módra (Divorce American Style) (1967)
- How to Save a Marriage and Ruin Your Life (1968)
- Mackenna aranya (Mackenna's Gold) (1969)
- Man and Boy (1971)
- A szerelmes Blume (Blume in Love) (1973)
- Szerelem korhatár nélkül (Breezy) (1973)
- Peopletoys (1974)
- A nyúlpróba (Rabbit Test) (1978)
- Gengszterpapa (Max Dugan Returns) (1983)
- Az agyoncsapat (Troop Beverly Hills) (1989)
- Bolond szél fúj (Fools Rush In) (1997)
- Cápamese (Shark Tale) (2004, hang)
- Foodfight (2012, hang)

Tv-filmek
- Amerika pánikban (The Night That Panicked America) (1975)
- A gyerekek hallgatnak (Kids Don’t Tell) (1985)
- Love, Lies and Murder (1991)
- Ha az igazság fáj (Cries from the Heart) (1994)

Tv-sorozatok
- Dr. Kildare (1964–1965, két epizódban)
- Laredo (1965–1967, négy epizódban)
- My favorite Martian (1966, két epizódban)
- Gunsmoke (1966, egy epizódban)
- The Flying Nun (1967–1970, 56 epizódban)
- The Partridge Family (1972, egy epizódban)
- San Francisco utcáin (The Street of San Francisco) (1973, egy epizódban)
- Soap (1977, egy epizódban)
- Gyilkos sorok (Murder, She Wrote) (1992, egy epizódban)
- Columbo (1993, egy epizódban)
- L.A. Law (1994, egy epizódban)
- Házi barkács (Home Improvement) (1997, egy epizódban)
- Will és Grace (Will & Grace) (1999–2006, 68 epizódban)
- A nevem Earl (My Name Is Earl) (2006, egy epizódban)
- Manny mester (Hanny Manny) (2006–2012, 17 epizódban)